# Lasse Norman Leth
Lasse Norman Leth poprzednio Hansen (ur. 11 lutego 1992 w Årslev) – duński kolarz torowy i szosowy, pięciokrotny medalista olimpijski, wielokrotny medalista mistrzostw świata i Europy.

## Kariera
Pierwszy sukces w karierze na arenie międzynarodowej Lasse Norman Hansen osiągnął w 2009 roku, kiedy zdobył brązowy medal w indywidualnej jeździe na czas podczas mistrzostw świata juniorów w kolarstwie szosowym. Na rozgrywanych rok później mistrzostwach świata juniorów w kolarstwie torowym Duńczyk zwyciężył w indywidualnym wyścigu na dochodzenie. W kategorii elite pierwszy sukces osiągnął na mistrzostwach Europy w Apeldoorn w 2011 roku, gdzie zdobył srebrny medal w drużynowym wyścigu na dochodzenie. W 2012 roku wziął udział w mistrzostwach świata w Melbourne, zdobywając brązowy medal w omnium. W konkurencji tej lepsi okazali się tylko Australijczyk Glenn O’Shea i Kanadyjczyk Zachary Bell. Parę miesięcy później wywalczył złoty medal w tej samej konkurencji podczas igrzysk olimpijskich w Londynie, a wraz z kolegami z reprezentacji był piąty w drużynowym wyścigu na dochodzenie. W 2012 roku zajął ponadto czwarte miejsce w indywidualnej jeździe na czas w kategorii U-23 podczas szosowych mistrzostw świata w Valkenburgu. Podczas rozgrywanych w 2013 roku mistrzostw świata w Mińsku w obu tych konkurencjach zdobywał medale. Razem z Casperem von Folsachem, Mathiasem Møllerem Nielsenem i Rasmusem Quaade był trzeci drużynowo, a w omnium zajął drugie miejsce za Nowozelandczykiem Aaronem Gate'em. Razem z Quaade, von Folsachem i Alexem Rasmussenem zdobył srebrny medal w drużynie na mistrzostwach świata w Cali w 2014 roku.
Podczas mistrzostw świata w Londynie w 2016 roku razem z kolegami z reprezentacji zdobył brązowy medal w drużynowym wyścigu na dochodzenie. Parę miesięcy później Duńczycy z Hansenem w składzie powtórzyli ten wynik na igrzyskach olimpijskich w Rio de Janeiro. Na tej samej imprezie Hansen zajął także trzecie miejsce w omnium, w którym lepsi byli tylko Włoch Elia Viviani i Mark Cavendish z Wielkiej Brytanii. Na mistrzostwach świata w Pruszkowie w 2019 roku dwukrotnie stawał na podium: w madisonie był drugi, a w wyścigu drużynowym trzeci. Kolejne dwa medale zdobył na mistrzostwach świata w Berlinie rok później, gdzie zwyciężył w wyścigu drużynowym i madisonie. W ostatniej z tych konkurencji, w parze z Michaelem Mørkøvem zwyciężył podczas mistrzostw świata w Roubaix w 2021 roku. Ponadto duet Mørkøv/Hansen wywalczył złoty medal na igrzyskach olimpijskich w Tokio. Duńczycy zdobyli tam również srebrny medal w drużynowym wyścigu na dochodzenie. Zdobył też brązowy w wyścigu drużynowym na mistrzostwach świata w Yvelines w 2022 roku.
W listopadzie 2022 r. wziął ślub z Julie Leth, oboje przyjęli nazwisko Norman Leth.